# Neotanais sandersi
Neotanais sandersi är en kräftdjursart som beskrevs av Gardiner 1975. Neotanais sandersi ingår i släktet Neotanais och familjen Neotanaidae. Inga underarter finns listade i Catalogue of Life.